# Joaquín Gho
Joaquín Gho (Lincoln, 14 maggio 2003) è un calciatore argentino, centrocampista del Sarmiento (J).

## Carriera
Gho è cresciuto nel settore giovanile del Sarmiento (J), con cui ha debuttato il 28 dicembre 2020 nell'incontro di Primera B Nacional vinto 2-1 contro il Dep. Riestra. Il 9 marzo 2021 ha firmato il suo primo contratto professionistico.
Ha segnato il suo primo gol il 9 marzo 2024 nell'incontro di Copa de la Liga Profesional vinto 3-1 contro l'Estudiantes (LP).

## Statistiche

### Presenze e reti nei club
Statistiche aggiornate al 2 giugno 2024.
| Stagione        | Squadra         | Campionato      | Campionato | Campionato | Coppe nazionali | Coppe nazionali | Coppe nazionali | Coppe continentali | Coppe continentali | Coppe continentali | Altre coppe | Altre coppe | Altre coppe | Totale | Totale | Totale |
| Stagione        | Squadra         | Comp            | Pres       | Reti       | Comp            | Pres            | Reti            | Comp               | Pres               | Reti               | Comp        | Pres        | Reti        | Pres   | Reti   |        |
| --------------- | --------------- | --------------- | ---------- | ---------- | --------------- | --------------- | --------------- | ------------------ | ------------------ | ------------------ | ----------- | ----------- | ----------- | ------ | ------ | ------ |
| 2020            | Sarmiento (J)   | PBN             | 2          | 0          | CA              | 0               | 0               |                    | -                  | -                  |             | -           | -           | 2      | 0      |        |
| 2021            | Sarmiento (J)   | PD              | 0          | 0          | CA+CdL          | 1+2             | 0               |                    | -                  | -                  |             | -           | -           | 3      | 0      |        |
| 2022            | Sarmiento (J)   | PD              | 2          | 0          | CA+CdL          | 0               | 0               |                    | -                  | -                  |             | -           | -           | 2      | 0      |        |
| 2023            | Sarmiento (J)   | PD              | 2          | 0          | CA+CdL          | 0+9             | 0               |                    | -                  | -                  |             | -           | -           | 11     | 0      |        |
| 2024            | Sarmiento (J)   | PD              | 4          | 0          | CA+CdL          | 0+13            | 0+1             |                    | -                  | -                  |             | -           | -           | 17     | 1      |        |
| Totale carriera | Totale carriera | Totale carriera | 10         | 0          |                 | 25              | 1               |                    | -                  | -                  |             | -           | -           | 35     | 1      |        |